# Lorica (corazza)
Il termine latino lorica indicava l'armatura degli antichi romani: una pezza d'arme che copriva petto, pancia, fianchi e schiena fino alla cintura, come una corazza.
Si componeva di corsaletto, o corazza di cuoio o metallo, liscia o a lamine, o ad anelli, o a scaglia (camicia, cotta, giaco, maglia) e di giacchetta a sacco, o camicia di lino, soffice, interna.
L'armatura del busto è antichissima: esisteva già ai tempi dei Greci ed era fatta di due pezzi di metallo separati e distinti (come più tardi lo furono le corazze). I pezzi erano però modellati sulle fattezze di chi doveva indossarli ed erano assicurati alla persona con fermagli o fibbie su ciascuna spalla. Proteggevano completamente il petto e l'addome.
La parte anteriore, che copriva il petto, era chiamata dai Romani pettorale; nell'età più antica era di cuoio, ma in seguito fu rinforzata con scaglie metalliche.

## Tipi dilorica
- Lorica squamata
- Lorica hamata
- Lorica segmentata
- Lorica manica
- Lorica musculata
- Lorica plumata